# Palácio de Estoi
O Palácio de Estoi, igualmente conhecido como Casa de Estói, Quinta de Estói e Quinta do Carvalhal, e originalmente como Jardim de Estoy, é um edifício histórico situado nas imediações da localidade de Estói, no município de Faro, na região do Algarve, em Portugal. Parte do complexo do Palácio de Estoi é ocupado por uma unidade hoteleira. É considerado como um dos principais monumentos do Algarve, devido à sua riqueza tanto arquitectónica como decorativa, combinando elementos dos estilos barroco, rococó, neoclássico e romântico. Foi classificado como Imóvel de Interesse Público.
O complexo do Palácio de Estoi é de grandes dimensões, sendo formado essencialmente por dois elementos, uma antiga casa senhorial e os jardins. A casal senhorial é constituída por vários volumes, formando sensivelmente uma estrutura em forma de U, com o Jardim do Carrascal no centro. Integra-se principalmente nas linhas barrocas italianas, com vários elementos noutros estilos. Esta variedade de estilos e formas nem sempre constitui uma combinação harmoniosa, gerando incoerências entre os elementos, criando desta forma algumas disposições que quase se podem considerar como kitsch.
No seu interior conta com várias salas ricamente ornamentadas e mobiladas, tendo a decoração utilizado o modelo francês do século XVIII. Um dos mais destacados espaços do palácio é a capela, com uma torre sineira, e um interior no estilo Luís XV, com forro de azulejos e tecto pintado. Os extensos jardins estão organizados em três níveis, e são parcialmente conjugados com diversas áreas para produção agrícola. Esta área também está profusamente decorada com árvores exóticas, esculturas e azulejos, seguindo principalmente o barroco. Entre os elementos mais destacados estão um presépio setecentista, a escultura das Três Graças, fabricada em Pisa, e o conjunto da Fonte de Ossónoba, e duas esculturas de pastores em mármore de Carrara. No terceiro piso realçam-se igualmente os dois mirantes, decorados com pinturas de Francisco Sousa Alves. O conjunto de azulejos dos jardins incluem painéis polímcromos no nível intermédio, e os painéis em tons azuis e brancos, da autoria de José Maria Pereira Junior, no plano mais elevado.
O palácio tem a sua origem numa quinta do século XVIII, fundada pelo marechal Francisco de Pereira Coutinho, que estava ligado à alta nobreza, tendo provavelmente sido inspirada no Palácio Nacional de Queluz. A quinta foi construída num período de grandes alterações económicas e sociais na região, com as famílias burguesas a ganharem poder nos centros urbanos, relegando as antigas famílias nobres para as suas propriedades no interior algarvio. A construção do palácio em si só se iniciou em meados do século XIX, pelo seu filho, Fernando de Carvalhal e Vasconcelos, que terá sido influenciado pelo Palácio da Pena, em Sintra. Porém, este faleceu antes da conclusão das obras, que foram retomadas pelo seu irmão Luís Filipe do Carvalhal, embora tenha igualmente expirado antes do palácio estar construído. Assim, a propriedade passou para o irmão mais novo, José Maria Pereira do Carvalhal, e depois para as suas irmãs. A propriedade ficou ao abandono até à década de 1890, quando foi comprada por José Francisco da Silva, que reiniciou as obras, tendo o palácio sido inaugurado em Maio de 1909, num evento de grande solenidade que durou três dias. José Francisco da Silva faleceu em 1926, tendo o palácio depois passado por vários proprietários, levando à sua progressiva degradação. Apesar de ter sido classificado como Imóvel de Interesse Público em 1977, os primeiros passos para o restauro do palácio só foram dados nos finais da década de 1980, quando foi adquirido pelo município de Faro. O monumento foi alvo de extensas obras de conservação ao longo da década de 1990, e nessa altura começou a ser planeada a sua conversão numa pousada, como forma de promover a sua rentabilização. Em 2003 iniciaram-se as obras de adaptação a pousada, que foi inaugurada na Páscoa de 2009.

## Descrição

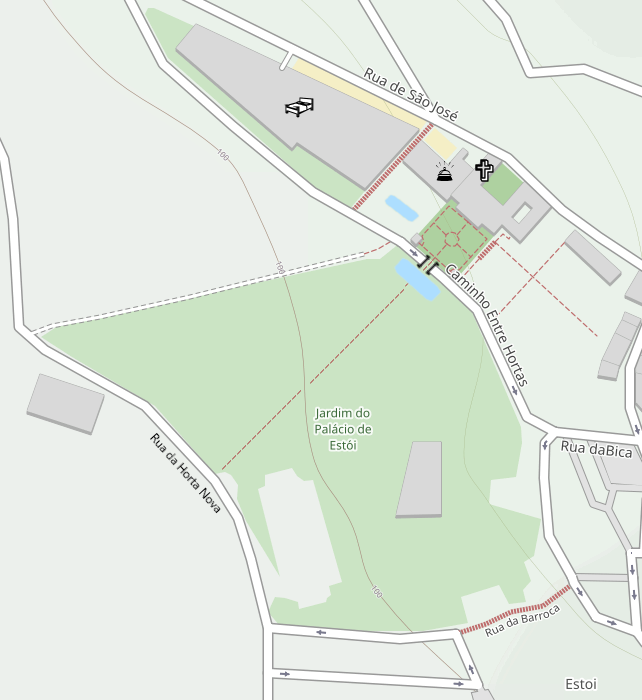
Diagrama do Palacio de Estoi

### Localização e acessos
O Palácio de Estói está situado sensivelmente na área setentrional da aldeia com o mesmo nome, estando integrado na sua malha urbana. Tem acesso pelas ruas da Horta Nova e de São José, sendo nesta última a entrada principal do palácio. O sítio arqueológico das Ruínas romanas de Milreu situa-se nas proximidades do palácio. A aldeia de Estoi situa-se numa área de ambiência rural, na transição entre o Barrocal e a faixa costeira do Algarve. Situa-se a cerca de 10 Km de distância da capital de concelho, a cidade de Faro.

### Conservação e importância
O conjunto do palácio e dos seus jardins é conhecido pela sua arquitectura ecléctica, sendo considerado por muitos autores como o exemplo mais significativo de arquitectura romântica no Algarve e um dos principais do país. O imóvel destaca-se igualmente pela sua riqueza decorativa, pelas suas grandes dimensões, e pela complexa conjugação dos jardins com espaços dedicados à produção agrícola. É considerado um dos principais monumentos de Estói, em conjunto com as Ruínas romanas de Milreu, fazendo desta aldeia uma das mais conhecidas na região do Algarve. A importância do palácio advém em parte da sua monumentalidade singular na região, onde o património palaciano é pouco comum, devido à fraca situação económica durante os últimos séculos, a instabilidade social, e desastres naturais. Num artigo publicado no periódico Povo Algarvio em 1963, o jornalista Luciano Marcos sublinhou a forma como o palácio e os seus jardins constituíram uma recriação das residências abastadas do passado: «No palácio encantador de Estoi poder-se-ia rodar um filme sem gastar astronómicos números de dólares como fazem as grandes companhias quando pretendem fazer um filme com as características da vida opulenta dos tempos idos. Foi exactamente deste género de vida que eu vi em meu redor ao olhar aquele terraço com um belo lago tendo no meio um valoroso trabalho em mármore, uma obra prima do sinzel como todos os bustos e as muitas figuras humanas que este palácio tem».
O Palácio e os seus jardins foram classificados como Imóvel de Interesse Público e fazem parte da zona de protecção do Núcleo Urbano Antigo de Estói.

### Composição

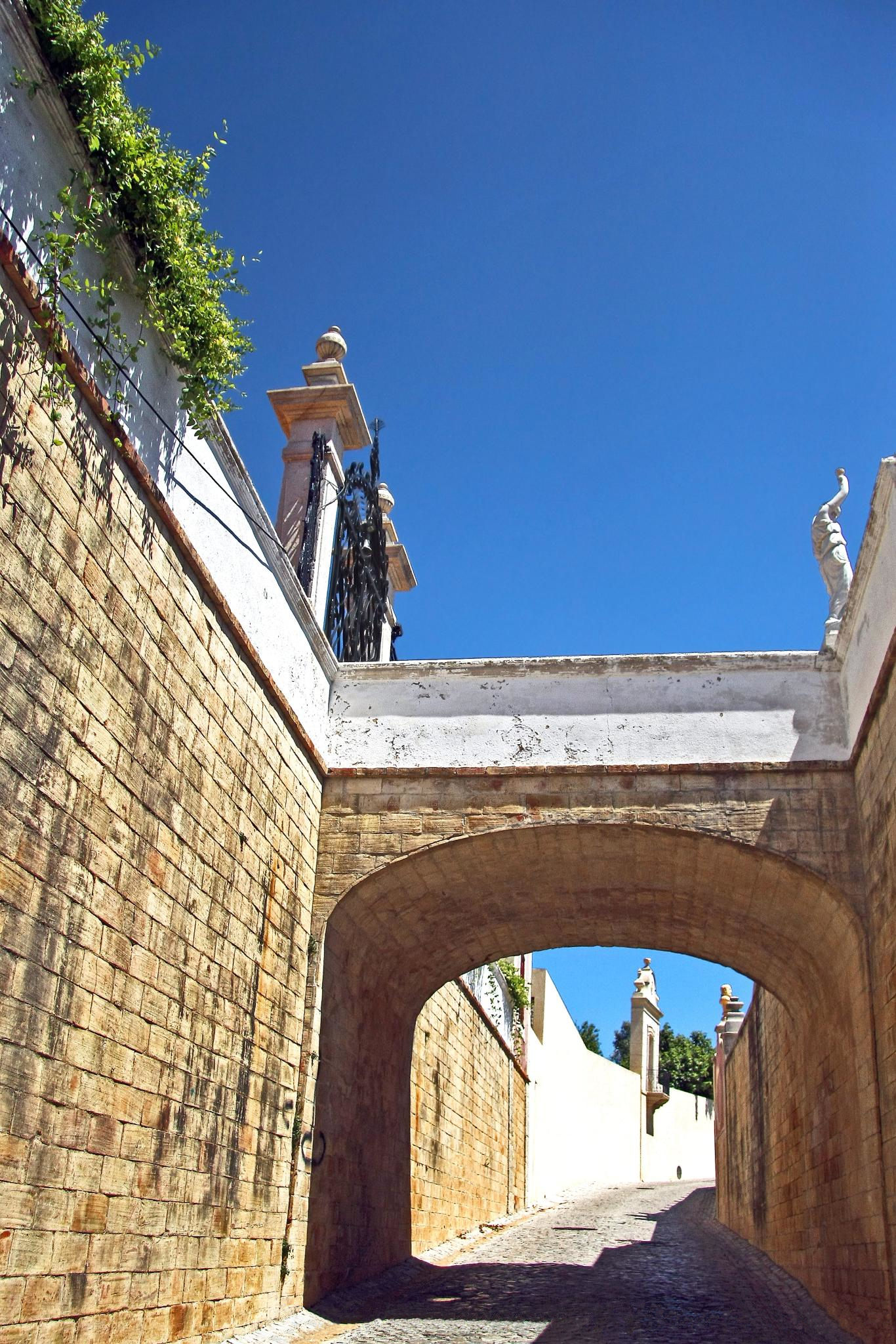
Rua que corta a meio a propriedade do palácio, com uma ponte ligando as duas metades

O Palácio de Estoi é um exemplo de uma antiga casa senhorial, utilizada principalmente nos períodos de veraneio. Pode ser classificado como uma quinta de recreio, devido à sua composição, formada pelo edifício palacial em si e vários espaços abertos, incluindo os extensos jardins. O conceito de quinta de recreio surgiu no século XVIII no Algarve, para designar uma propriedade que combinava as vertentes económica e de lazer. No caso do Palácio de Estoi, as áreas produtivas, como os pomares de citrinos, foram organizadas em combinação com os espaços ajardinados, que incluem vários estruturas e equipamentos lúdicos, como casas de fresco, pavilhões de chá, um coreto, e vários lagos artificiais. O palácio não é o único exemplo de uma quinta de recreio no concelho de Faro, existindo outros imóveis que podem ser classificados com esta tipologia, como a Horta dos Macacos e a antiga Quinta da Família Bívar Cumano. A propriedade foi organizada sensivelmente no sentido Norte - Sul, com a fachada principal orientada no sentido setentrional, de forma a deixar o edifício do palácio e os jardins virados para Sul.
Embora o complexo do palácio seja um elemento distinto da malha urbana de Estoi, pela sua arquitectura e estrutura dos vários espaços, ainda assim mantém uma ligação à aldeia através da rede viária, que condicionou a sua organização. Esta situação é particularmente visível numa rua que atravessa completamente a propriedade, que parte do Jardim de Ossónoba, em Estoi, e que dá acesso a vários terrenos agrícolas, levando à divisão dos jardins em duas áreas distintas. Por outro lado, o próprio palácio e os seus terrenos também impuseram limites à expansão urbana de Estoi, principalmente na zona Norte.

#### Palácio

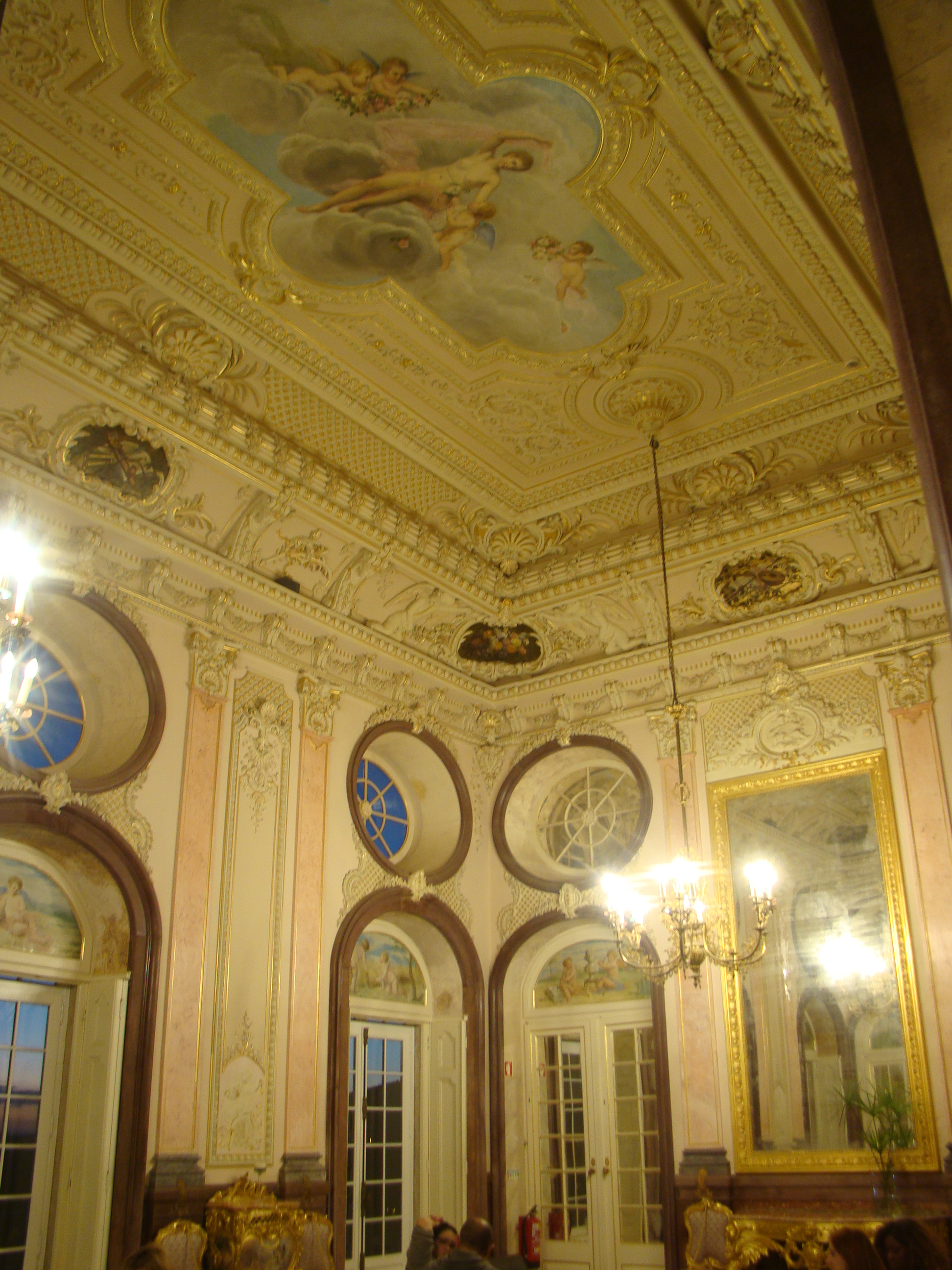
Sala no interior do palácio, em 2018

O edifício do palácio desenvolve-se num só piso, de forma horizontal, com o corpo central mais elevado e saliente em relação ao resto da fachada. Os vários volumes do palácio estão organizados sensivelmente em forma de U, tendo no centro um espaço verde de planta quadrangular, o Jardim do Carrascal, que era considerado originalmente a entrada principal do palácio. A fachada exterior é relativamente sóbria, tendo sido organizada de forma simétrica e contando com elementos decorativos em argamassa, de forma a imitar o calcário. A fachada voltada para os jardins está dividida em três panos por pilastras de ordem jónica, sendo cada um destes panos rasgado por um vão de sacada, de forma semicircular, rematado por óculo de frontão contracurvo. O imóvel, que corresponde à parte superior do complexo do palácio, foi construído numa plataforma artificial, de forma a dominar os jardins e a zona produtiva, de acordo com os trâmites iluministas do século XVIII. Esta influência também é visível na organização lógica dos volumes do palácio, com as áreas nobres no centro, flanqueadas pelas alas laterais e pela capela. Esta disposição também foi motivada pela própria natureza dos terrenos no local do edifício, que formam um declive proeminente.
O edifício ostenta uma miscelânea de estilos, sendo principalmente baseado no barroco italiano, com elementos do neoclássico, neorrococó e a arte nova. Vilhena de Mesquita descreveu o palácio em 1988 como tendo vinte e oito salas, sendo de especial interesse, pelas suas dimensões e pela riqueza do seu mobiliário e decoração, o Salão Nobre, a Sala de Jantar e a Sala de Visitas, esta última igualmente conhecida como Sala Azul. A decoração interior utilizou o modelo francês do século XVIII, tendo por exemplo o Salão Nobre sido composto no Estilo Luís XV. Esta sala foi decorada com pinturas em tela no tecto e nas janelas, da autoria de Adolfo Greno, em conjunto com telas de pequenas dimensões do artista José Maria Pereira Júnior, enquanto que a pintura dourada do estuque foi assinada por Manuel da Costa. As peças de mobiliário foram fornecidas pela companhia de Manuel Marino, e exibem laqueados do artista Domingos Costa. Adolfo Greno e Domingos Costa também trabalharam na decoração interior da Igreja de Estoi. A Sala de Jantar, no estilo renascentista, também se destaca pela suas pinturas do tecto, executadas por José Maria Pereira Júnior, e pelo seu mobiliário em nogueira, com entalhes em estilo italiano. Em seguida situa-se a Sala de Visitas, igualmente decorada de acordo com o padrão Luís XV, salientando-se o tecto, executado por Domingos Costa, e o mobiliário, suprido pela empresa de Manuel Marino. No interior do edifício também merecem destaque duas saletas, com tectos pintados pela artista Maria Barreta, de Nápoles, e o vestíbulo, por onde se dá acesso ao Jardim do Carrascal. Os compartimentos do palácio são de plantas quadradas e rectangulares, aos quais se tem acesso por longos e estreitos corredores, mas grande parte das salas têm portas de ligação entre si. Outro artista destacado que trabalhou no palácio foi Pereira Cão, como azulejista e pintor decorador.

#### Capela e pousada

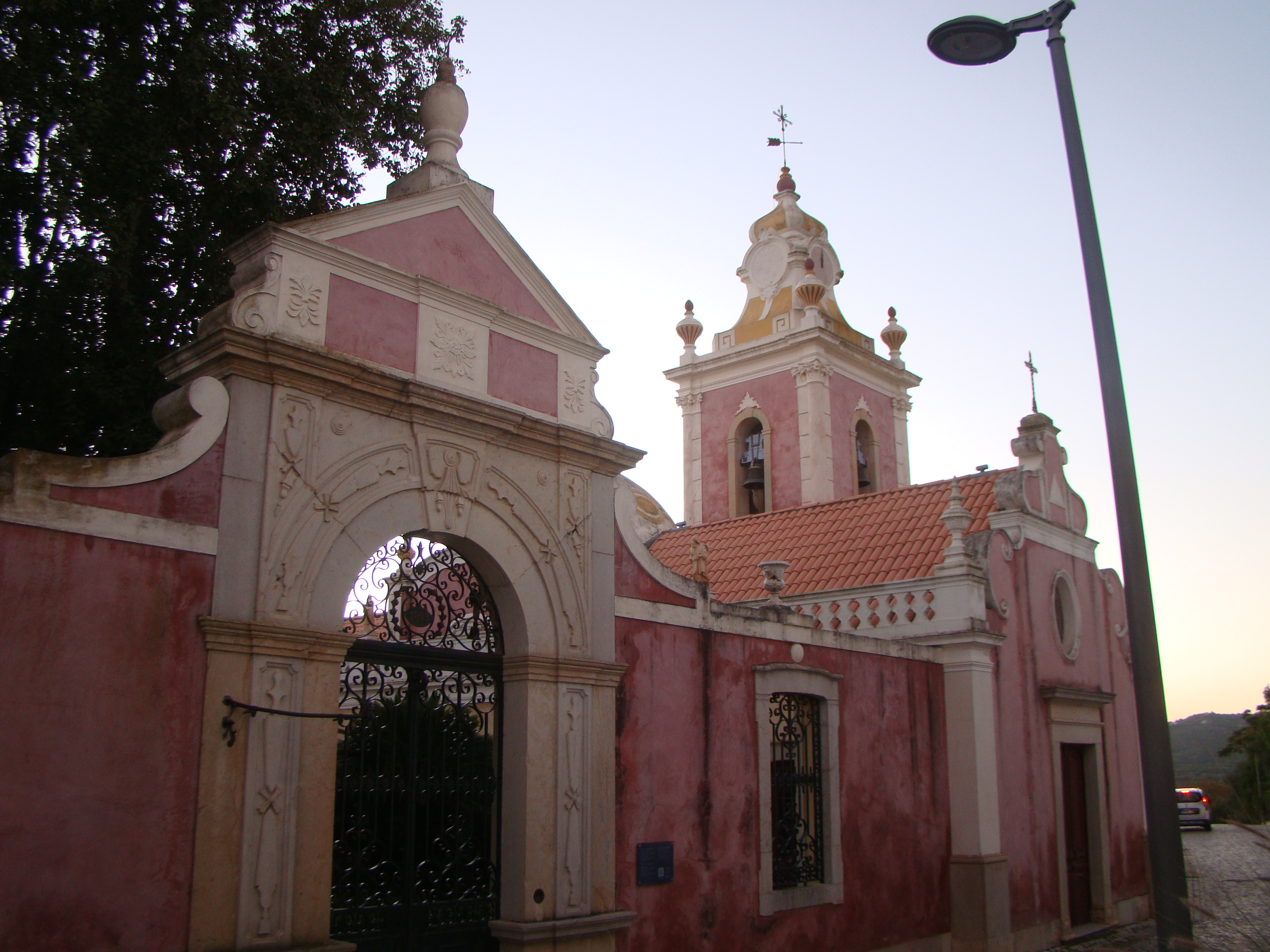
Fachada exterior do Palácio, vendo-se à direita a capela, com a sua torre sineira

No lado ocidental do edifício do palácio situa-se a capela, que também faz fronteira ao Jardim do Carrascal. Tem uma planta longitudinal, com uma só nave, e uma imponente torre sineira. A fachada principal é de um só pano, com embasamento proeminente, e é encimada por um frontão de perfil triangular. O interior da capela também apresenta uma estética Luís XV, com as paredes forradas de azulejos, e o tecto pintado com cenas da Ascensão de Cristo da autoria do artista Francisco Luís Alves. A capela era dedicada à Sagrada Família, possuindo originalmente no altar-mor um quadro com este tema, pintado em 1755 pelo autor Santos Ferreira, da Academia de Belas-Artes de Madrid, mas que foi furtado por volta de 1988. Também são de interesse os dois altares laterais, e duas pinturas seiscentistas, uma destas atribuída a Bento Coelho da Silveira. Outros elementos de relevo no palácio incluem uma torre para acesso às coberturas, um depósito de água e duas casas de fresco.
Anexo ao lado poente do palácio está o volume da pousada, desenhado de forma a acompanhar a disposição topográfica dos jardins, com três níveis de terraços divididos por duas paredes de suporte, sendo os terraços superior e intermédio correspondentes às coberturas dos quartos. Estes terraços foram cobertos por áreas ajardinadas, de forma a reduzir o impacto visual dos novos volumes a partir do palácio e dos seus jardins, e que foram concebidas pelo arquitecto paisagista João Ceregeiro. Este corpo é dedicado apenas às unidades de alojamento, que segundo o plano original eram sessenta e três, tendo sido igualmente construído um outro volume para o spa e a piscina exterior. No palácio em si foram instaladas as áreas comuns da pousada, como as salas de estar, o restaurante e a recepção. Inclui igualmente uma área para exposições, com um núcleo muselógico relativo à evolução histórica da região. As antigas cozinhas do palácio foram reconvertidas num estabelecimento de restauração, o Visconde, tendo sido preservados alguns elementos originais daquele espaço, como o sistema telefónico, o fogão, a chaminé e os lavatórios.

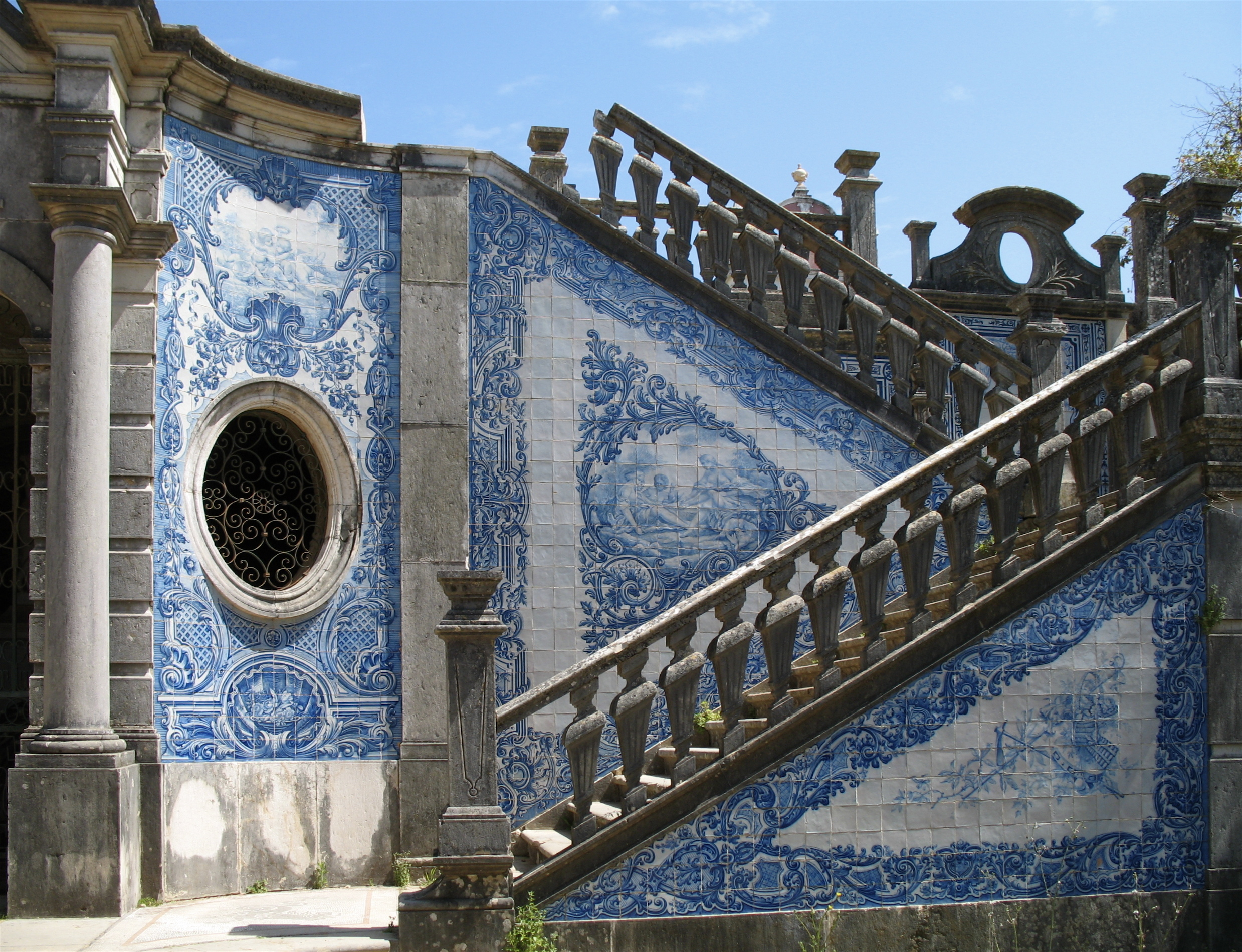
Pormenor de uma escadaria, com paredes forradas a azulejos

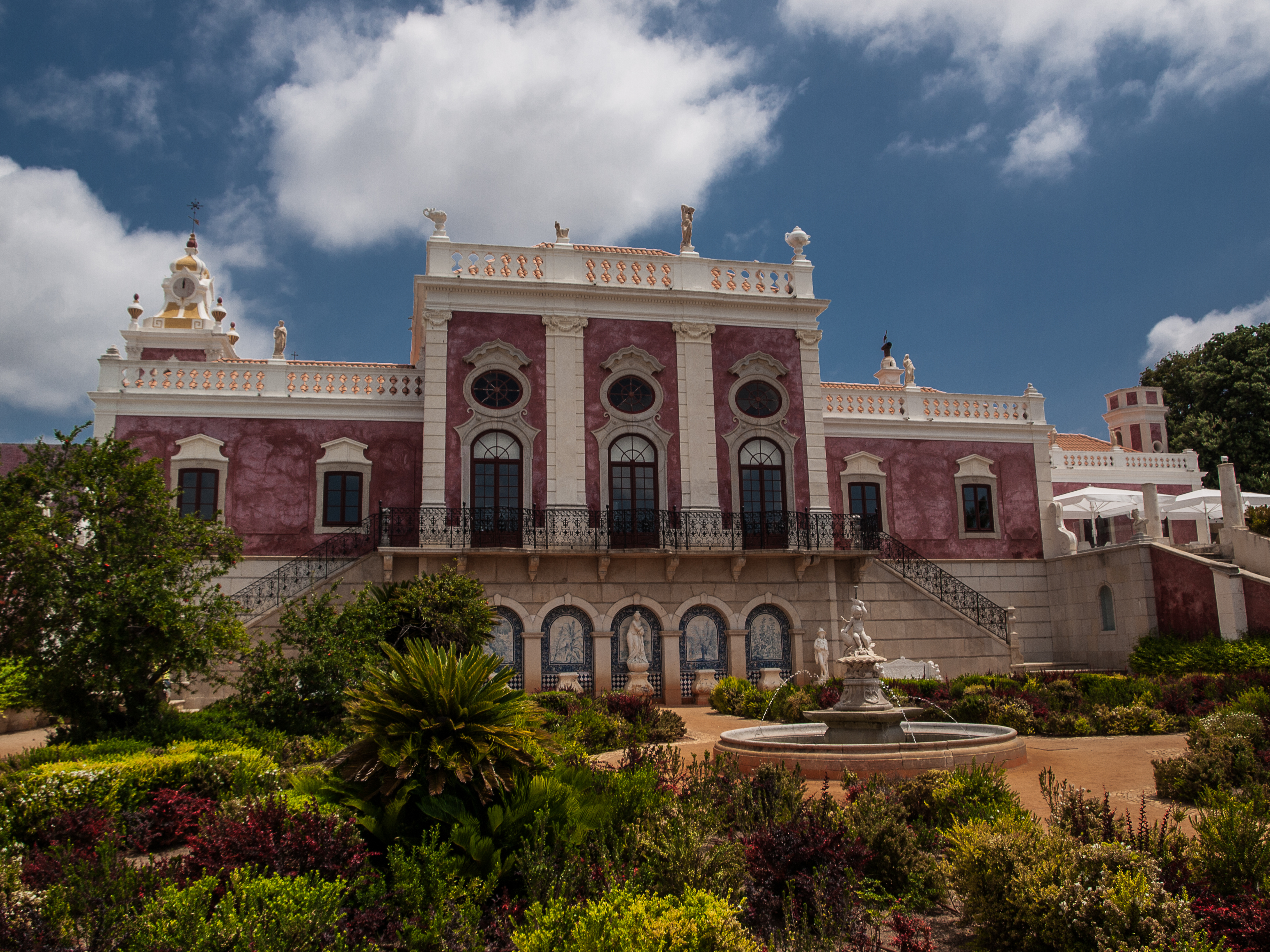
Detalhes do jardim

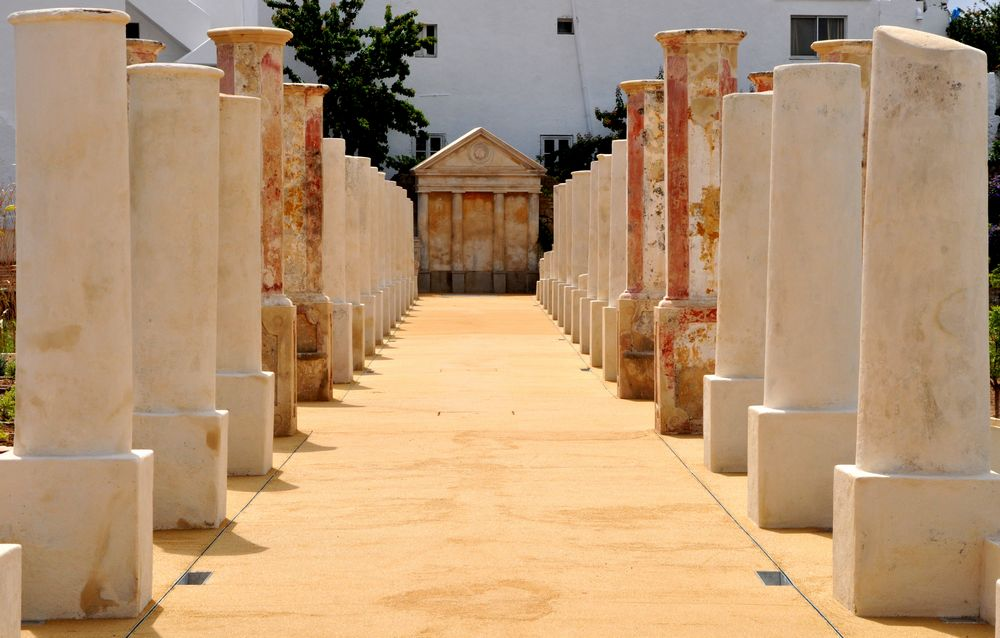
Pátio com colunas

#### Jardins
Enquanto que o edifício do palácio foi construído numa zona acidentada, a parte da quinta, correspondente aos jardins e zona produtiva, foram instalados em espaços mais planos, mais adequados às práticas agrícolas. Esta área desenvolve-se em três níveis, unidos por escadarias duplas, com lanços opostos. Estão decorados com bustos, estátuas, painéis de azulejos e outros elementos, destacando-se um presépio da escola portuguesa do século XVIII. O estilo dominante dos jardins é o barroco, sendo as estátuas e a decoração mural já segundo os padrões do século XIX. Esta configuração em três níveis foi feita de forma a melhor aproveitar os recursos aquáticos, que são canalizados através de pequenos aquedutos para uma cascata, sendo depois utilizados para abastecer as áreas agrícolas e os estábulos.
Vilhena Mesquita descreve o caminho de acesso ao palácio como uma «interessante alameda, ao longo da qual se nos deparam alguns trabalhos saidos da paleta de Domingos António da Silva Meira, entrecortadas pela alvenaria dos irmãos José e Joaquim Aleixo e pelas cantarias do mestre José Lopes e de José Maria Paulino Fernandes, que sustentam os férreos rendilhados do serralheiro Joaquim José da Fonseca». Porém, a organização dos elementos decorativos nos jardins foi criticada por Oliva Guerra na revista Alma Nova em 1926: «o seu palácio senhorial onde o bem cuidado dos jardins está em desacordo com a profusão e o mau gosto na distribuição das esculturas, alinhadas nos nichos, nos plintos, nas cimalhas, sem ordem sem nexo, sem critério de selecção, misturando ao acaso Schiler com Fernão de Magalhães, Danton com S. Francisco, Milton com Guilherme II, numa espécie de revista dos séculos onde a coerência e o bom senso cederam o lugar á mais disparatada confusão de raças, de épocas e de condições que possível fora imaginar».
A entrada do Palácio pelos jardins faz-se através de uma portada, de aparência monumental, seguindo-se um arruamento central que percorre os vários patamares ajardinados e as zonas de produção agrícola. Este corredor é ladeado por árvores de espécies exóticas e decorado por vários bustos de figuras ilustres da história de Portugal, como António Feliciano de Castilho, Manuel Maria Barbosa du Bocage, Almeida Garrett e o Marquês de Pombal, sendo de destacar igualmente duas estátuas colocadas originalmente para suportar equipamentos de iluminação, e que foram elaboradas na oficina de Ferdinand Fabri et Figlio, em Florença.
Em seguida está o primeiro patamar, com uma porta encimada pelo brasão da família Carvalhal, e que dá acesso à Sala da Cascata, idealizada como uma estufa fria. No seu interior está a escultura conhecida como Três Graças, esculpida na Galeria Androny, de Pisa, e baseada numa escultura de Antonio Canova, igualmente denominada de As Três Graças [en], que procura emular os modelos do período renascentista do Nascimento de Vénus. As paredes estão decoradas com mosaicos fabricados em Génova pelo artista Marches Andrea. O andar superior é marcado por um lago rodeado por uma balaustrada, que tem no centro uma escultura em mármore de Carrara, conhecida como Fonte de Ossónoba, com estátuas de sereias, de onde saem jogos de água. A parede de suporte ao terceiro piso, no outro lado do lago, é rasgada por três portas rematadas por arcos de volta perfeita, dando acesso a um pavilhão onde se se situa um presépio, do artista José Pedro da Cruz Leiria. Nesta área também se destaca o conjunto decorativo dos cantos onde se iniciam as escadarias, com primorosos painéis de azulejos polícromos, encimados por baixos-relevos alusivos às fases do anoitecer e amanhecer.
O terceiro e último plano está situado junto ao volume principal do palácio, ao qual tem acesso por escadarias, e pode ser considerado como o jardim formal. Possui dois mirantes, também conhecidos como salões de chá, nos cantos fronteiros ao segundo piso, ornados com várias pinturas bucólicas de Francisco Sousa Alves, destacando-se os desenhos na cobertura, simulando paisagens da Suíça. Também são de especial interesse os painéis de azulejos em tons azuis e brancos, de José Maria Pereira Junior, e os vários bustos de grandes personalidades da política e das artes, como Luís Vaz de Camões, John Milton, Otto von Bismarck e Helmuth von Moltke, em conjunto com figuras da mitologia clássica, como Júpiter, Vénus e Diana. Na parede fronteira ao palácio estão duas esculturas em mármore de Carrara, elaboradas por Louis Samain em 1800, que representam pastores do Piemonte, que se destacam pelo seu realismo e beleza a nível artístico. Do lado nascente deste patamar situa-se uma estrutura alusiva às Ruínas romanas de Milreu. No lado oposto do edifício situa-se um outro espaço verde, o Jardim do Carrascal, que era a entrada original do palácio, e que estava decorado com várias estátuas, que foram posteriormente removidas. Uma outra porta de entrada dos jardins situa-se nas imediações do Largo da Igreja. O complexo dos jardins e das áreas produtivas inclui igualmente algumas antigas estruturas de apoio, compostas por um estábulo e um armazém agrícola.

## História

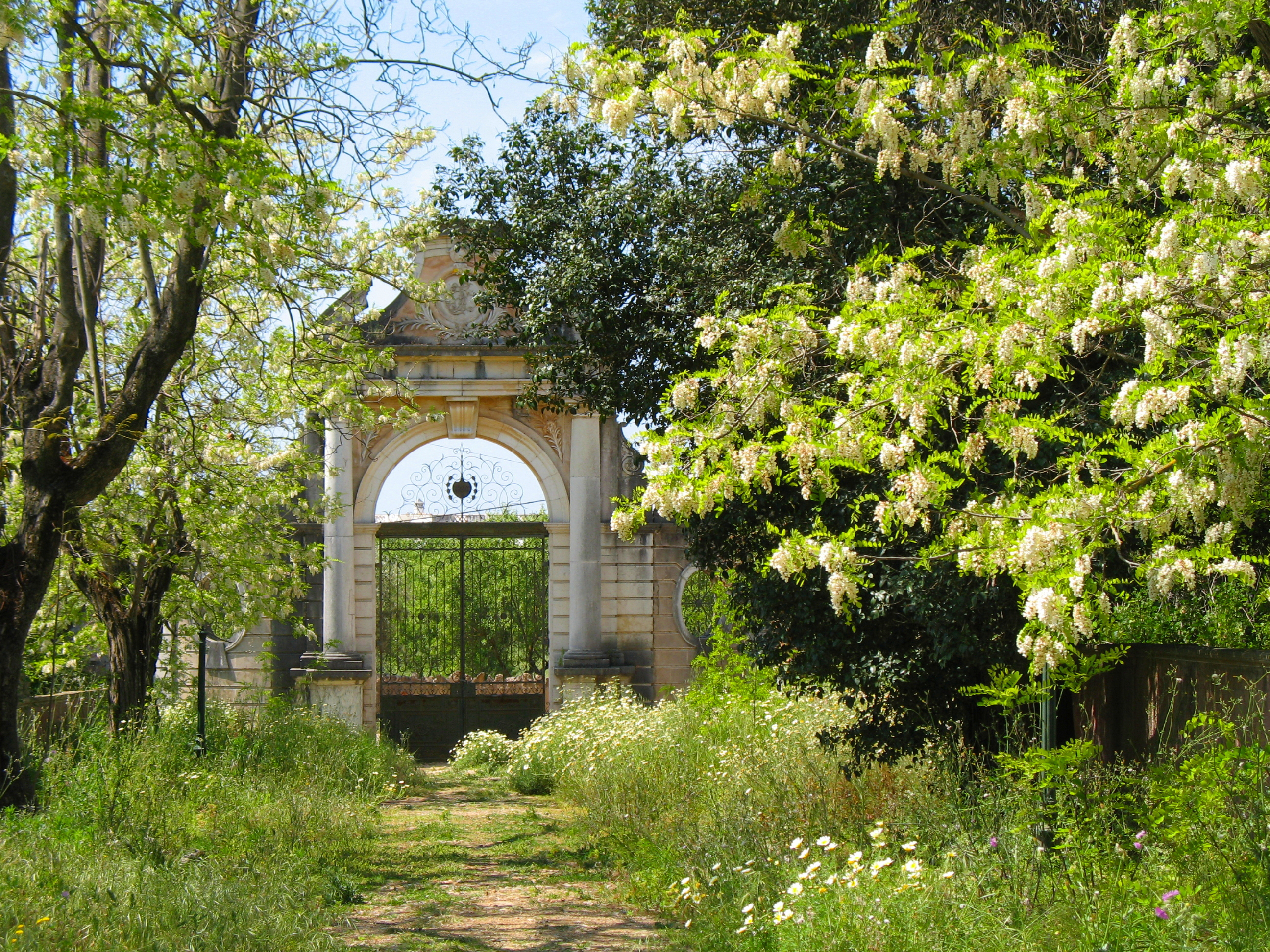
Antiga entrada do Palácio.

### Antecedentes
No século XVIII, o local onde se ergue o palácio era ocupado por uma área ajardinada e um pequeno edifício residencial, que pertenciam ao Bispo de Faro. De acordo com o investigador Vilhena Mesquita, o Morgado de Estói terá sido fundado entre 1750 e 1777, pelo marechal de campo Francisco José Moreira Pereira de Carvalhal Vasconcellos Brito Osório Batávias de Pereira Coutinho, cujos rendimentos vinham principalmente do Morgado de Lagos. Francisco de Carvalhal Vasconcellos estava integrado na alta nobreza e tinha ligações à família real, e terá visitado por diversas vezes o Palácio Nacional de Queluz, que o poderá ter inspirado a construir uma casa apalaçada nos seus terrenos em Estoi, que terá herdado em 1782.
O investigador Francisco Lameira argumentou no seu artigo Contributos para o estudo da arquitectura setecentista algarvia: A Quinta de Estoi, publicado em 2005 na revista Monumentos, que nos princípios do século XIX as denominações de Palácio de Estoi e Jardim de Estoi não correspondiam precisamente à mesma propriedade. Assim, além do Jardim existiria um outro imóvel, a Quinta de Estoi, cujas obras tiveram início entre 1782 e 1783, sob a responsabilidade de Mateus Vicente de Oliveira, que também foi responsável pelo Palácio Nacional de Queluz, o qual tem algumas semelhanças com o Palácio de Estói. Esta quinta, que foi a base do futuro palácio, foi descrita como «uma fazenda com casas magníficas, um jardim correspondente, diferentes hortas e terras de semeadura regulando tudo para magnificiência e recreio com belas e famosas ruas unindo os prédios com um passadiço de óptimos lances de escadas da cantaria, feitas das entradas e pórticos das ruas com robustos pilares». Vilhena de Mesquita integrou a construção da quinta num contexto de grandes mudanças sociais e económicas no Algarve após o Sismo de 1755, com o progressivo aburguesamento dos antigos quadros oligárquicos, mais abertos às novas ideologias liberais, enquanto que as antigas famílias nobres viram o seu poder reduzido, tendo-se recolhido nas suas propriedades do interior. Ao mesmo tempo, verificou-se um grande desenvolvimento económico na região, com o aumento da produção pesqueira e agrícola, impulsionada pelos transportes marítimos para Lisboa e o estrangeiro. Durante o domínio napoleónico de Portugal, a quinta foi palco de uma recepção ao general francês Maurin, governador militar do Algarve, organizada por Francisco de Carvalhal e Vasconcelos.

### Primeiras obras

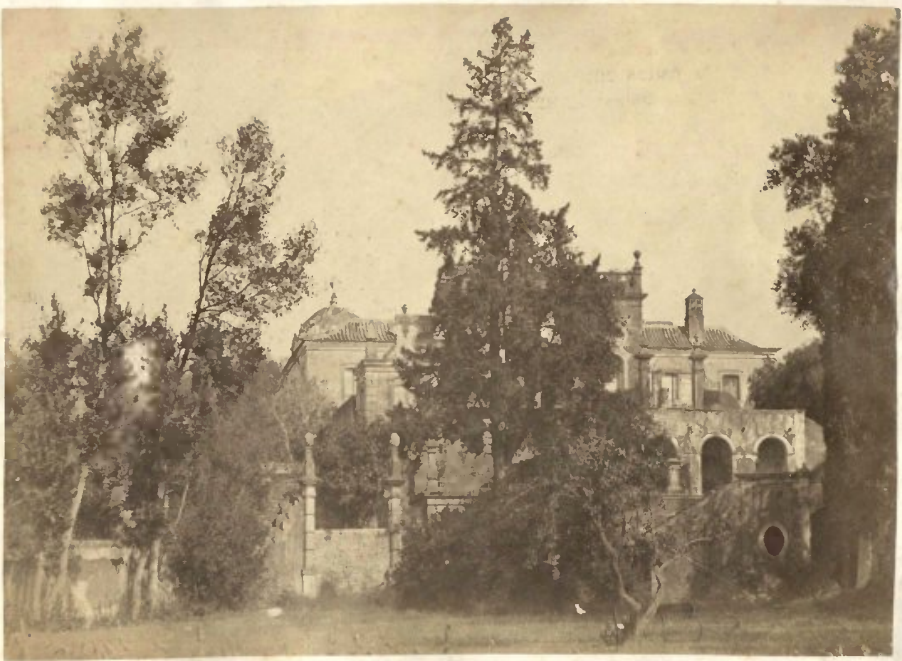
Fotografia do Palácio de Estói, publicada no jornal Algarve Illustrado, em 1880

O filho primogénito, Fernando José Moreira Osório de Brito Pereira de Carvalhal e Vasconcelos, trabalhou na corte portuguesa, onde travou conhecimento com o rei Fernando II. Influenciado pelo famoso Palácio da Pena, em Sintra, idealizou a transformação da propriedade dos seus pais, em Estoi, num palacete rodeado por jardins. Neste sentido, em 27 de Fevereiro de 1817 adquiriu os terrenos correspondentes ao Jardim de Estoi, através de permuta com o capitão João José Freire, fundindo desta forma as duas propriedades do Jardim e da Quinta de Estoi numa só. Em 1823 deixou em herança as suas propriedades e estatuto social para o seu filho, Fernando de Carvalhal e Vasconcellos.
As obras iniciaram-se na década de 1840, tendo sido interrompidas pela morte de Fernando de Carvalhal e Vasconcellos, em 1847, deixando a propriedade ao abandono. Os terrenos passaram depois para o seu irmão, o marechal de campo reformado Luís Filipe do Carvalhal, que retomou os trabalhos, iniciando desta forma a segunda fase da construção, que provavelmente coincidiu com a instalação da maior parte dos edifícios, e do brasão de armas na Casa da Cascata. No entanto, este faleceu em 1861, antes do palacete ter sido concluído, sendo a propriedade herdada pelo irmão mais novo, José Maria Pereira do Carvalhal. Por não ter descendentes, este último determinou, em 23 de Outubro de 1866, que o palacete iria ficar para usufruto das suas irmãs, e que após a morte destas deveria ser vendido e as receitas distribuídas aos pobres e alguns amigos seus. Segundo Vilhena Mesquita, este testamento é um exemplo do processo de extinção da antiga nobreza algarvia, quer devido à inexistência de descendentes, quer por motivos financeiros, causados pelas alterações económicas iniciadas no século XVIII, que levaram à venda das grandes propriedades agrícolas no interior. Com efeito, o próprio testamento pode ser considerado como uma prova desta situação, uma vez que faz alusão aos seus ascendentes como os proprietários originais dos terrenos: «Deixo a minhas irmas [...] o usufruto de todos os bens que foram vinculados pelos nossos avós e de que eu fui o ultimo administrador». Pereira do Carvalhal faleceu em 16 de Fevereiro de 1875, tendo a propriedade passado para as suas irmãs.
Em 1880, a questão estava dependente do Tribunal Orfanológico de Lisboa, sendo nessa altura o responsável pela propriedade o primeiro testamenteiro, Joaquim Teófilo Genez Pereira. Já nessa altura o palácio e os jardins eram reconhecidos pela sua rica e primorosa decoração, mantendo com imponente estatuária, um grande lago com cascata, e várias árvores centenárias. Também se destacava a capela, com três altares, que tinha no seu interior vários quadros a óleo e esculturas. Posteriormente os terrenos foram vendidos em hasta pública, tendo sido adquiridos por José Martins Caiado, João Pires e D. Maria do Carmo Mascarenhas, que não foram capazes de impedir a progressiva degradação da propriedade. Ainda durante o século XIX, tentou-se criar uma empresa para instalar uma casa de saúde na propriedade do palácio, uma vez que Estói era muito procurada pelos doentes, devido ao seu clima ameno e à pureza das suas águas. Caso tivesse avançado, esta iniciativa teria contribuído para a conservação do palácio e dos jardins, que nos princípios da década de 1880 estavam em avançado estado de degradação, após vários anos de abandono. A presença de um estabelecimento de saúde em Estoi também foi idealizada pelo eminente médico José Tomás de Sousa Martins, que nos finais do século esteve naquela localidade e em São Brás de Alportel a investigar a possibilidade de se construir um sanatório. Os jardins do palácio começaram a ser frequentados pelos habitantes de Estoi desde os finais do século XIX, tendo durante muitos anos servido como um parque público. Em 2008 ainda estavam abertos ao público, embora de forma condicionada.
O palácio de Estoi e os seus jardins foram descritos por Júlio Lourenço Pinto na sua obra O Algarve (notas impressionistas), de 1894:
Entre esses accessorios resalta logo á vista, no accesso á aldeia, uma construcção de estylo elegante, emergindo de um tufo de arvoredos. E no assombro de toparmos com edifício de tão gentil architectura em povoação tão rústica, pozemo-nos afanosamente em demanda da enygmatica edificação. [...] O jardim de Estoy é hoje uma ruina, mas uma formosa ruina, ainda magnifico padrão do antigo esplendor. O forasteiro desprevenido maravilha-se de como no seio d’esta aldeola veio engastar-se esta joia quasi principesca, uma vivenda aristocratica, um palacete ajardinado, tão discordante da modesta mediocridade das hortas algarvias. De toda essa fidalga pompa só restam hoje ruinas por toda a parte. Ruina no frontispício do elegante palacete, uma fachada escalavrada em que ressumbra toda a tristeza da sua solidão e abandono; ruina no portico gradeado e na monumental escadaria exterior, onde pompearam primores de estatuaria, substituídos hoje pelas heras que se penduram em festões decorativos; ruina nas cascatas e fontes ornamentaes, alimentadas por mananciaes que hoje regam uma vegetação luxuriante, tripudiando livremente nos impetos selváticos de uma triumphal e jubilante emancipação dos antigos artifícios de jardinagem. Diante d’estas relíquias magnificas duma vivenda senhorial, onde se expande, sob os estímulos de um clima benefico e creador, em toda a liberdade natural uma vegetação luxuriante, irreistivelmente desfere-se-nos o vôo do pensamento para o voluptuoso Paradou de Zola, e a imaginação compraz-se em reproduzir as scenas d’aquella epopeia amorosa, como se nas veias se nos infiltrasse um frêmito d’essa paixão delirante ao contacto dos arvoredos, a que se acolheram mysteriosamente os exaltados amantes.— Pinto, Júlio Lourenço. O Algarve (notas impressionistas), 1894, p. 113-114

### Conclusão do palácio

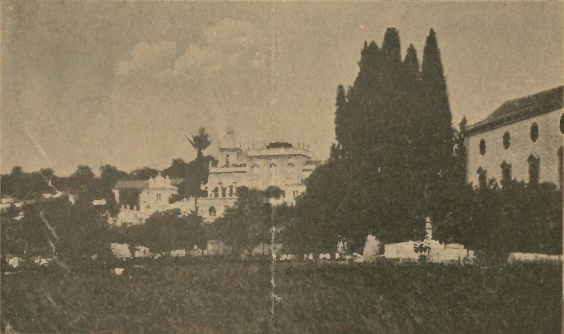
Fotografia do Palácio e dos jardins, publicada na revista Alma Nova, em 1915.

Em 1893 os então proprietários, José Martins Caiado, João Pires e Maria do Carmo Mascarenhas, venderam o complexo do palácio a José Francisco da Silva, que pagou 5 446$23,4 réis pelo palacete, pelos jardins e pela quinta. A receita da venda foi distribuída pelos habitantes mais desfavorecidos de Estói. Quando foi adquirido por José Francisco da Silva, o palácio já se encontrava num estado de ruína.
José Francisco da Silva era natural de Estoi, e tinha-se afirmado como um abastado farmacêutico e proprietário. Iniciou as obras de recuperação do palácio e dos seus jardins logo em Janeiro nesse ano, tendo os trabalhos sido dirigidos pelo arquitecto e decorador Domingos António da Silva Meira, que tinha ganho notoriedade pela sua decoração de várias salas no Palácio da Pena, em Sintra. Esta intervenção incluiu a construção do portal na Rua da Barrroca, da torre sineira junto à capela e de um corpo de um só piso, no lado nascente do palácio. Além da introdução de novos elementos, também foram recuperadas várias partes do palácio que tinham sido destruídas. Nestas obras participaram diversos artistas portugueses e estrangeiros, incluindo os escultores da Galeria Androny, de Pisa, o pintor de mosaicos genovês Marches Andrea, o pintor de azulejaria Francisco Luís Alves, o artista José Pedro da Cruz Leiria, que foi responsável pela obra do Presépio, e os pintores Bento Coelho da Silveira, Adolfo Greno, Maria Baretta, José Maria Pereira Junior, Domingos Costa e Santos Ferreira. Também foram encomendadas várias obras de arte em Portugal e noutros países, principalmente na Itália. Além de diversos artigos contemporâneos, também foram compradas pinturas do século XVII, telas naturalistas do século XIX, e peças de arte sacra seiscentistas e setecentistas.
Os trabalhos terminaram nos finais de Abril de 1909, tendo custado mais de 9 mil réis, uma quantia muito elevada para a época. Devido aos seus esforços pela preservação de um dos mais importantes monumentos do Algarve, o rei Carlos I concedeu o título de Visconde de Estoi a José Francisco da Silva, que então era Governador Civil de Beja, por decreto de 4 ou 9 de Janeiro de 1906. A inauguração do palacete e dos seus jardins deu-se entre 1 e 3 de Maio de 1909, numa grandiosa festa organizada com o apoio das autoridades civis e religiosas do concelho de Faro. A cerimónia de inauguração iniciou-se com a bênção da capela e dos sinos pelo prior de Estoi, António Francisco de Paula Mendonça, e em seguida teve lugar um concerto na Praça Ossónoba, pela banda filarmónica Artistas de Minerva, de Loulé. Durante a tarde foi realizado um cortejo cívico desde os jardins do palácio até à Praça Ossónoba, onde à chegada a banda filarmónica tocou o Hino Escolar, acompanhado em coro pelos alunos. Seguiu-se a leitura de poesia por parte dos alunos, e fez-se a distribuição de bens aos mais necessitados. Durante o serão, a filarmónica deu outro concerto na praça, que foi iluminada para este efeito. Os festejos do segundo dia iniciaram-se às cinco horas da manhã, com uma salva e um cortejo da filarmónica pelas ruas da aldeia, e por volta das onze horas entrou em Estoi o bispo António Barbosa Leão, que seguiu em cortejo até ao palácio. Ao meio-dia deu-se missa na capela, durante a qual o orador Pedro Manuel Nogueira proferiu um discurso. Às dezassete horas iniciou-se a procissão com origem e destino na Igreja Matriz, com acompanhamento musical das duas bandas filarmónicas de Loulé, tendo sido seguida por um Te Deum na igreja. Às oito horas da noite foi organizado um jantar na sala correspondente do palácio, que foi iluminado, tal como vários largos e ruas de Estoi. As comemorações do segundo dia foram terminadas com um espectáculo de fogo de artifício, com a participação do famoso artista pirotécnico José de Castro, de Viana do Castelo. No terceiro dia apenas foi organizada a abertura dos jardins e o palácio ao público, tendo-se verificado uma grande procura, com cerca de cinco mil entradas.
Devido à sua riqueza arquitectónica e decorativa e pela sua luxuriante vegetação, desde os primeiros anos que o palácio afirmou-se como um importante pólo a nível local, concelhio e regional, atraindo muitos visitantes nacionais e estrangeiros, tendo sido até utilizado como palco em vários filmes, incluindo um que foi filmado em 1917 pela companhia Sancho, sedeada em Faro, tendo um dos protagonistas principais sido Carlos Filipe Porfírio. Em Fevereiro de 1913, os jardins foram visitados por uma comitiva de jornalistas britânicos, no âmbito de uma excursão a Portugal, organizada pela Sociedade de Propaganda de Portugal. Também nesse mês, o governador civil, Adelino Furtado, visitou o palácio e os jardins, como parte de uma campanha republicana em Estoi, São Brás de Alportel e Santa Bárbara de Nexe. Em 4 de Março de 1914, o jornal O Heraldo reportou que o presidente do ministério, Afonso Costa, tinha visitado o palácio em conjunto com o governador civil do distrito e um grupo de políticos republicanos locais, como parte do seu percurso pela região meridional do país.
Em 20 de Janeiro de 1924, o jornal Correio do Sul noticiou que na capela do palácio tinha-se celebrado o casamento entre Maria das Mercês Zeferino e Rodrigo Cabrita Corvo, tendo uma das testemunhas sido o próprio visconde de Estói. Em 1925, foi apresentado o documentário Uma Panorâmica do Algarve nos cinemas de Lisboa, que incluía imagens de vários monumentos culturais e naturais da região, incluindo os jardins do Palácio de Estoi.

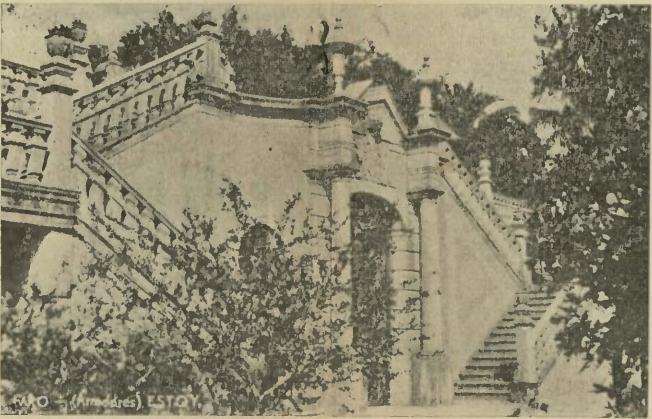
Fotografia de uma escadaria, publicada na revista Costa de Oiro, em 1939

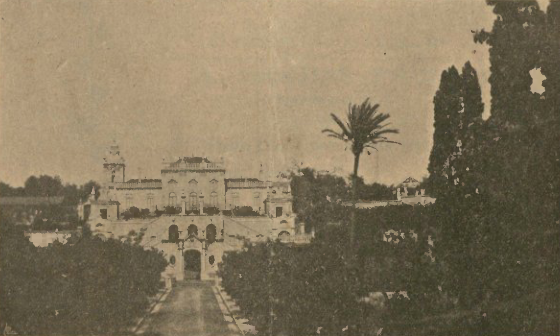
Fotografia do Palácio e dos jardins, publicado na revista Alma Nova em 1915

### Declínio e abandono
José Francisco da Silva faleceu em 1926, solteiro e sem filhos, tendo determinado no seu testamento que fosse vendido o palácio e o seu produto distribuído pelos habitantes mais desfavorecidos de Estói. A propriedade foi adquirida pela sua prima e afilhada, Ana Zeferino, que teve uma só filha, Maria do Carmo Melo Assis Machado. Esta casou com António Duarte Assis Machado em Maio de 1946, numa cerimónia celebrada na capela do palácio. O jornal Folha do Domingo descreveu o casamento e a festa subsequente nas salas do palácio: «A capela estava artisticamente decorada com preciosos damascos e, no altar-mór como nos altares laterais, era enorme a abundância de flores raras e grande a profusão de velas. Após a cerimónia, dirigiu-se o cortejo para a sala de jantar, onde foi servido um bem escolhido e finíssimo lanche, confeccionado em casa dos pais da noíva. O serviço de mesa foi feito pelos empregados da «Pastelaria Benard» de Lisboa. Na corbelha viam-se valiosas e artísticas prendas». António Duarte Assis Machado faleceu em 30 de Março de 1955, deixando viúva Maria do Carmo Melo Assis Machado. O casal teve uma filha, Maria da Luz Melo Assis Machado, à qual foi passado o palácio.
Os sucessivos donos deram mais atenção à zona produtiva, descurando a manutenção das outras partes, principalmente os jardins, que entraram num profundo processo de degradação. O abandono terá começado logo após o falecimento de José Francisco da Silva, uma vez em que o jornal O Algarve de 1 de Abril de 1928 noticiou que a torre do relógio estava em risco de derrocada, o que impediu a passagem nesse ano da procissão do Senhor Jesus dos Passos, que habitualmente transitava em frente ao palácio. Ainda assim, no dia 4 de Agosto desse ano foi utilizada como local de casamento entre Maria Idília de Brito Mendonça e Eurico António Jardim de Carvalho. A propriedade ficou totalmente ao abandono após Maria da Luz Machado ter mudado de residência para fora da região, na sequência do seu casamento com António Bicker Correia Costa.
Apesar da sua situação, o palácio já era muito conhecido, fazendo com que a aldeia de Estói já estivesse integrada, em meados da década de 1930, nos circuitos turísticos da região. Tanto o palácio como os seus jardins continuaram a ser utilizados em eventos, como uma visita em Março de 1947, no âmbito de uma festa de confraternização luso-argentina, na qual participaram vários membros da legação daquele país em Portugal, e o encarregado de negócios da República Argentina, Cipriano Pons Lezica. Em 3 de Agosto desse ano, o jornal O Algarve reportou que tinha sido organizada uma cerimónia comemorativa da passagem dos velejadores da segunda regata oceânica.
Em Agosto de 1953 foi oferecido, nos jardins do palácio, um almoço às crianças, no âmbito das festas tradicionais de Nossa Senhora do Pé da Cruz e do Sagrado Coração de Jesus, e da visita do bispo coadjutor, D. Francisco Rendeiro. O palácio em si também fez parte do programa das festas, como reportado pela Folha do Domingo de 13 de Setembro de 1953: «O senhor D. Francisco Rendeiro fez a sua entrada solene no vasto templo, artisticamente ornamentado e que se encheu literalmente, apesar de ser dia de trabalho, ao som do «Ecce Sacerdos Magnus». Após breve oração, e já revestido dos paramentos para a celebração do Santo Sacrifício da Missa, [...] sentado na cadeira, de mitro e báculo, dirige-se através do micro, à vasta multidão, e, sobretudo, às crianças da Comunhão Solene. [...] Mais de 300 pessoas pessoas se abeiraram da Sagrada Mesa, sendo a Missa dialogada pelas crianças e o ofertório solene feito também por elas, numa cerimónia de raro brilho, em que alguns meninos, acompanhados de outras tantas meninas, transportaram em ricas salvas de prata, até junto de Sua Ex.ª Rev.ma, os vários objectos para a Santa Missa. [...] Acabada a Missa, dirigiram-se todos para um salão do Jardim, onde lhes fai [sic] oferecido um bem servido pequeno almoço, que o Senhor D. Francisco abençoou. À saída da igreja e em vários recantos do Jardim, foram tiradas muitas fotografias. [...] Pelas 16 horas, os vastos salões do Palácio encheram-se completamente de pessoas que, acompanhadas do Rev.º Pároco e por seu intermédio, lhe foram apresentar rigorosos cumprimentos. [...] Eram já 17 horas, quando acabaram de ir beijar o anel do Senhor Bispo as centenas de pessoas que encheram os salões - tipo Renascença - do encantador Palácio de Estoi».
Em 21 de Outubro de 1950, o Diário Popular relatou o estado de abandono em que se encontrava a propriedade, no âmbito de uma reportagem sobre a região do Algarve: «o palácio formosíssimo de Estoi, entre jardins e pomares meio abandonados, estendendo-se por taboleiros ou terraços sobrepostos, com nobres escadarias, elegantes balaustres e graciosos miradouros». Em 16 de Dezembro de 1962, o Jornal do Algarve propôs a transformação do palácio num museu de arte, e em 1963 o jornal Povo Algarvio relatou que «informaram-nos que talvez um dia todo aquele palácio viesse a ser uma pousada», mas que «a actual proprietária, jamais o consentiria», atitude que o jornal explicou por ter «amor e orgulho por ser seu o mais belo monumento algarvio». Em 17 de Setembro de 1970, o jornal Correio do Sul voltou a exortar para o aproveitamento turístico do palácio, tendo considerado que constituía, «na sua expressão artística e na sua feição romântica, uma peça única no xadrez das belezas algarvias», tendo um apelo semelhante sido feito pelo jornalista Vasco Callixto no jornal O Século. A situação do palácio também foi criticada por Marcelino Viegas, num artigo publicado no Jornal do Algarve em 3 de Fevereiro de 1973, onde classificou como um «crime» a forma como o jardim estava a ser votado «ao desprezo». Em 1 de Setembro desse ano, o jornal voltou a publicar um artigo sobre a promoção de Estoi como destino turístico, principalmente o palácio, que apresentava condições ideais para conciliar as funções de alojamento aos visitantes e de edifício histórico. A propriedade foi posta à venda após a Revolução de 25 de Abril de 1974.

### Classificação

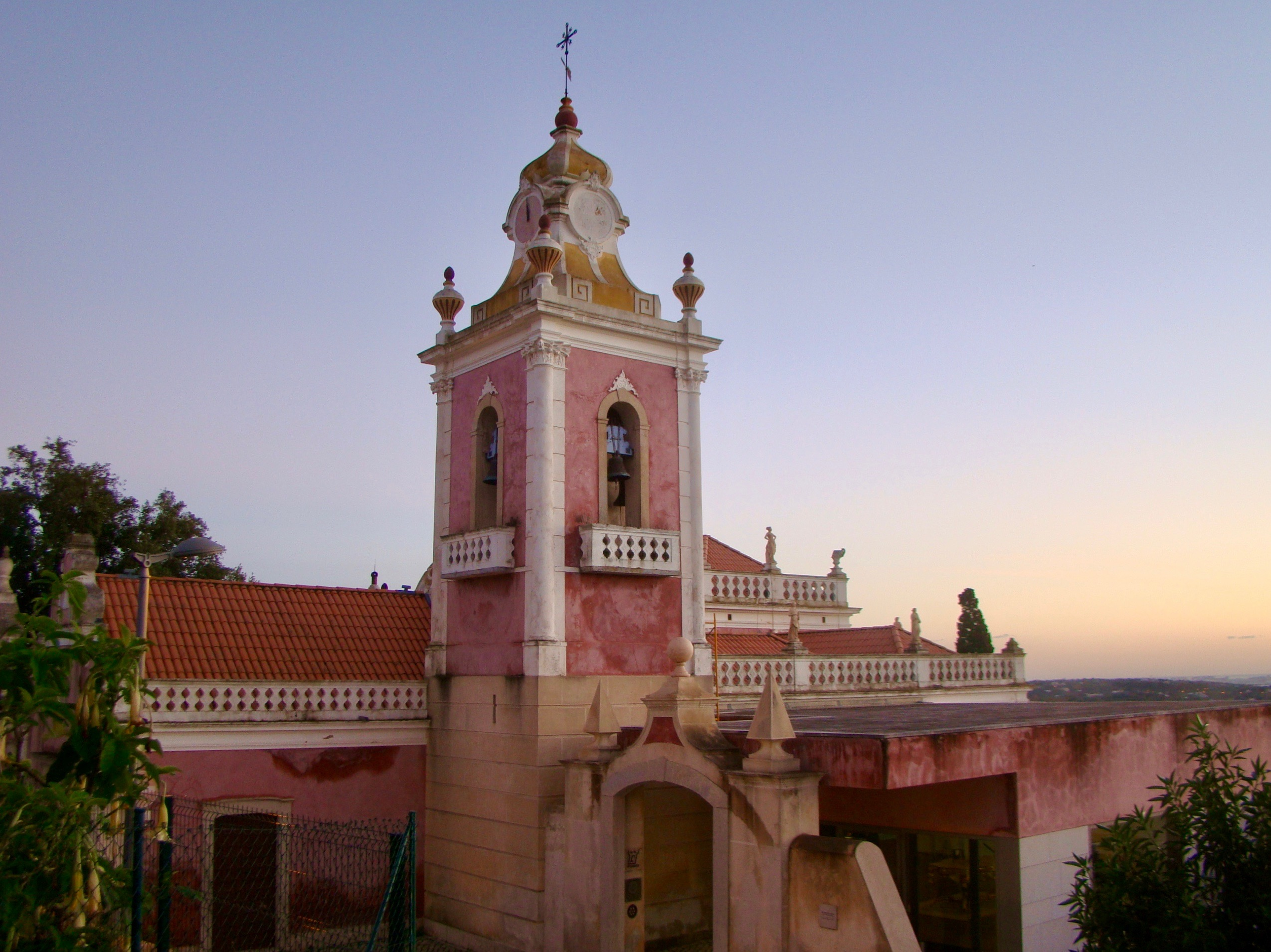
Torre sineira da capela, em 2018

Em 4 de Agosto de 1977, o jornal Correio do Sul noticiou que o Grupo Cultural da Comissão Regional de Turismo do Algarve tinha emitido uma proposta de classificação do palácio e dos seus jardins como Monumento Nacional, ou pelo menos como Imóvel de Interesse Público. Como parte desta proposta, foi alvitrada a aquisição do conjunto pelo governo ou pelas autoridades locais, e a sua utilização como residência de honra para visitantes de alto nível que visitassem a região. Assim, o conjunto do palácio e dos seus jardins foram classificados como Imóvel de Interesse Público pelo Decreto 129/77, de 29 de Setembro. Nessa época, a propriedade ainda pertencia a Maria da Luz Machado.
Em 13 de Dezembro de 1979, o jornal Correio do Sul fez uma descrição do palácio, comparando-o aos palácios de Versalhes ou de Queluz devido à exuberência da sua decoração: «com os seus pormenores decorativos de um anacronismo que faz sorrir, a sua magestade e imponência um tanto superficial, a sua elegância algo versalhesca ou queluziana, os seus lagos, o seu Presépio, as suas cascatas, os seus magníficos panoramas, as suas árvores seculares e a autêntica antologia de verdadeira prosa de alguns escritores interessa com louvável frequência o jornalismo que se mostra - e muito bem - preocupado com o lamentável abandono a que parece terem-no votado». Acrescenta que «o Palácio de Estói constitui indubitavelmente uma riqueza regional, e impõe-se, de facto, um movimento que lhe acuda, que provoque a sua integração no erário público, que leve ao seu aproveitamento para qualquer fim que, mantendo-lhe as características de casa nobre que lhe são intrínsecas, consiga a sua salvação». Em 29 de Janeiro de 1981, o investigador José Fernandes Mascarenhas denunciou as más condições em que se encontravam o palácio e os jardins, num artigo publicado no jornal Correio do Sul. Em 23 de Setembro desse ano, o jornal O Algarve reportou que a Secretaria de Estado da Cultura estava alegadamente interessada em adquirir o palácio, em conjunto com os seus jardins e as propriedades em redor, num investimento de cerca de 80 milhões de escudos, e que iria defender aquele importante monumento do interesse das grandes empresas imobiliárias. Porém, nos finais da década o imóvel ainda se encontrava em grave estado de abandono, tendo o investigador Vilhena de Mesquita exortado o Instituto Português do Património Cultural a proceder à sua aquisição, uma vez que já existiam entidades estrangeiras interessadas em comprá-lo, o que iria impedir a sua reutilização em função de interesses culturais. Nesse período já se tinham avançado com algumas sugestões para o aproveitamento do palácio, incluindo como Museu da História do Algarve, com uma biblioteca especializada. Vilhena de Mesquita sugeriu que em vez de pousada o palácio poderia ser reutilizado como uma estalagem destinada a artistas e intelectuais de de recursos financeiros mais limitados, tornando-se assim num centro de diálogo cultural, e que parte do complexo e dos terrenos agrícolas poderiam ser transformados em laboratórios da Universidade do Algarve, onde poderia ser investigado o cultivo de espécies tropicais, desenvolvendo desta forma a agricultura algarvia.

### Adaptação a pousada

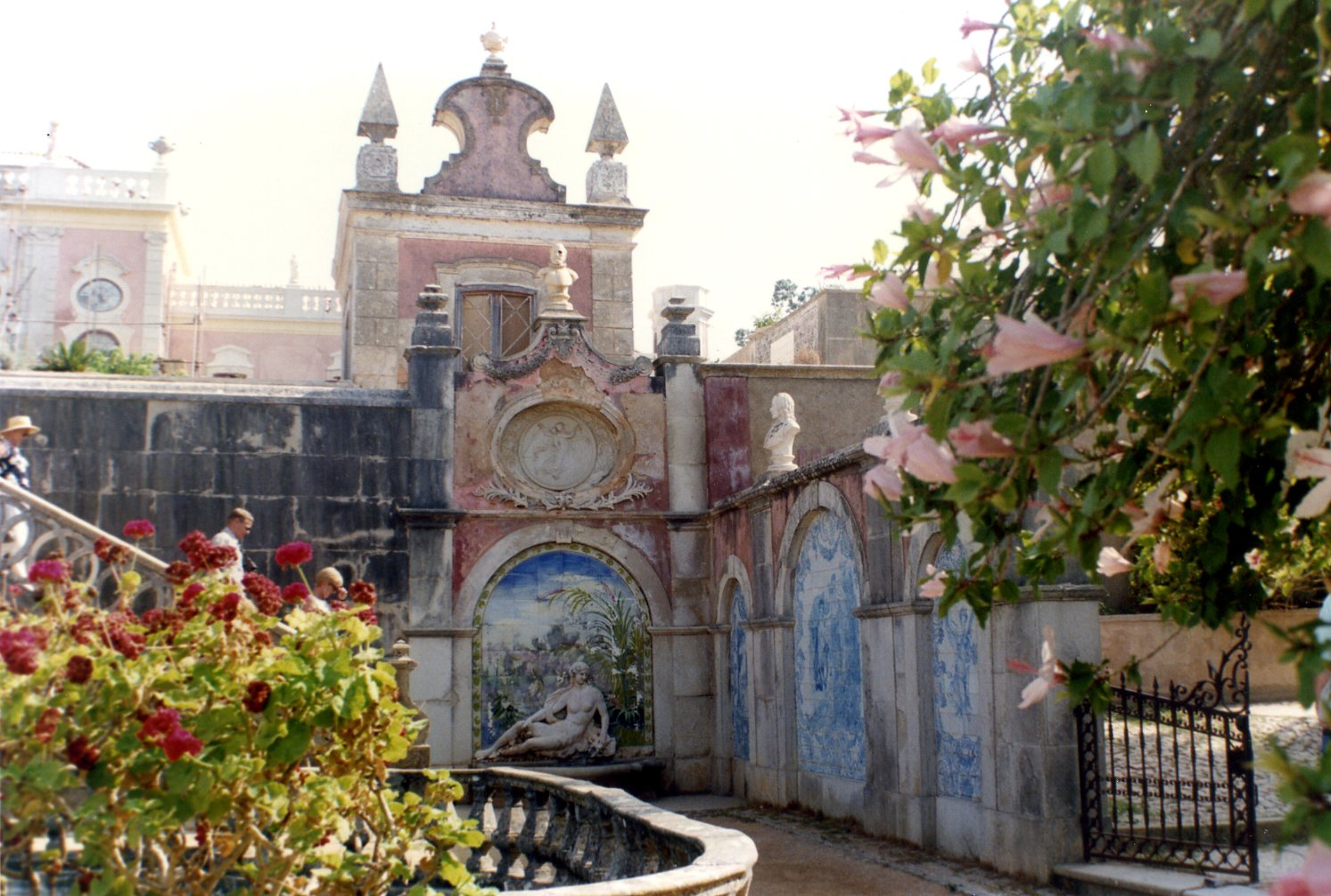
Vista parcial dos jardins, em 1993

#### Primeira fase
Em 1987 ou 1988, o complexo do Palácio de Estói foi comprado pela Câmara Municipal de Faro, pelo valor de 140 milhões de Escudos. Após o processo de aquisição, os jardins foram abertos ao público. Entre 1992 e 1993, foram feitos trabalhos de conservação, que incluíram o restauro do presépio, das pinturas murais, da cúpula da capela, e dos frescos no jardim. Estes trabalhos continuaram em 1994, e em 1995 foram feitas obras de transformação numa residência oficial, e instaladas as redes eléctrica e telefónica. Por não dispor dos fundos necessários para a manutenção e rentibilização do imóvel, a autarquia propôs o reaproveitamento do palácio como uma pousada. Assim, em meados da década de 1990, já estava prevista a reconversão do palácio numa pousada da Empresa Nacional de Turismo (ENATUR), tendo o acordo de cedência para aquela empresa sido assinado em 23 de Junho de 1999, e autorizado pelo Secretário de Estado das Obras públicas em 4 de Agosto desse ano. Nesse ano, o complexo do palácio foi alvo de novas intervenções, que incluíram obras de restauro, a instalação de equipamentos contra incêndios e a montagem da rede eléctrica. Os trabalhos de restauro são de especial interesse por terem envolvido várias tipologias, como talhas douradas, estuques, pinturas e mobiliário, além das várias obras de construção civil que foram necessárias.

#### Segunda fase

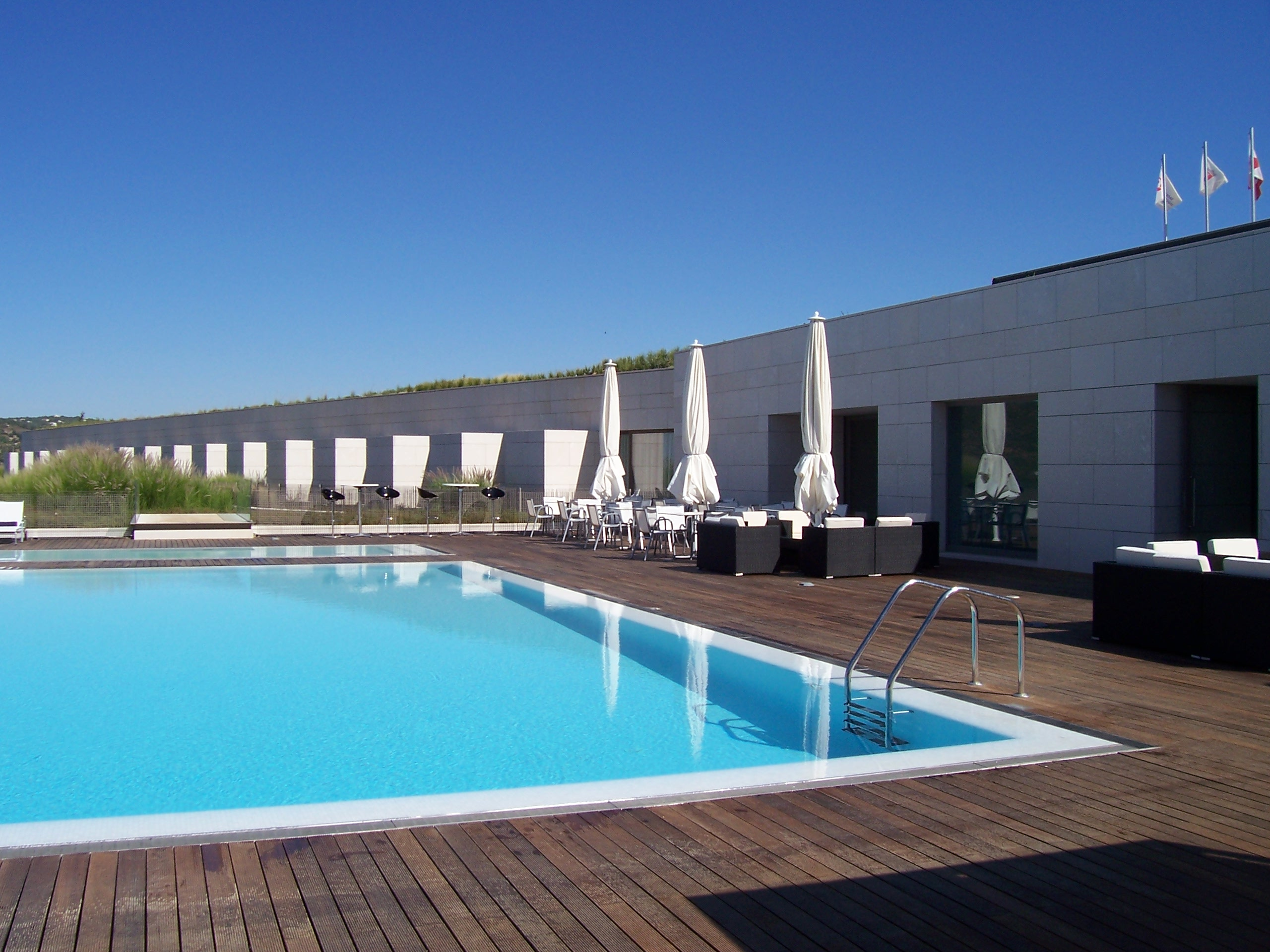
Piscina da pousada anexa ao Palácio de Estói

Em 2003 iniciou-se o processo para a transformação do palácio numa pousada, como parte de um ambicioso programa da ENATUR para adquirir e converter imóveis históricos em pousadas, que também incluiu o Palácio do Freixo, no Porto, e a Pousada de São Mateus, em Viseu. O plano de reconversão do palácio numa pousada foi da autoria do arquitecto Gonçalo Byrne, que também tinha sido responsável pela unidade de Viseu, enquanto que o restauro dos jardins já existentes e o planeamento das áreas ajardinadas no volume corresponte aos quartos foi da responsabilidade do arquitecto paisagista João Ceregeiro. Apesar das grandes dimensões do edifício do palácio, este revelou-se exíguo para a instalação da pousada, que deveria ter sessenta e quatro quartos. Assim, foi prolongada a plataforma dos jardins, no lado poente do palácio, onde foram construídas novas estrutura para albergar as unidades de alojamento, o spa e a piscina exterior, enquanto que o antigo edifício passou a ser utilizado como espaço para lazer e de serviço. O novo volume foi concebido de forma a acompanhar a topologia do palácio e os jardins, preservando desta forma a organização do complexo, uma vez que o palácio em si continuou a ser o ponto central. Como parte do programa de restauro do palácio, foram igualmente intervencionados os edifícios do antigo estábulo e armazém agrícola, nos jardins. Em 2008, a autarquia de Faro estava a planear a instalação de um parque cultural entre as ruínas de Milreu e o Palácio de Estoi, que iria ser utilizada na divulgação e preservação do património histórico e natural, e que iria permitir a utilização do espaço entre os dois monumentos para fins educativos e de lazer. Entre 10 de Novembro desse ano e 20 de Janeiro de 2009 foram feitos trabalhos de abertura de valas em redor do palácio, para a instalação de infraestruturas eléctricas, tendo esta obra sido alvo de acompanhamento arqueológico por parte da empresa ERA, embora sem terem sido descobertos materiais antigos.
As obras de reabilitação do palácio coincidiram com um programa de restauro da aldeia de Estoi, no âmbito da candidatura ao centro histórico da aldeia à classificação de Conjunto de Interesse Municipal. A pousada abriu ao público em Abril de 2009, durante o período da Páscoa, tendo igualmente o palácio e os jardins sido reabertos ao público em geral.
Em Fevereiro de 2015, o Grupo Pestana divulgou que o Palácio de Estói seria uma das três pousadas portuguesas a serem integradas na Small Luxury Hotels of the World, uma cadeia internacional de hotéis de luxo. Em Maio de 2016, o conjunto do presépio estava no Museu Municipal de Faro, onde tinha sido alvo de um processo de restauro, prevendo-se que iria regressar ao Palácio de Estoi após o final das obras de reabilitação. Durante as comemorações do Dia do Município de Faro, em 7 de Setembro de 2017, foi oficialmente entregue à autarquia o jardim Sul do Palácio de Estói, após ter sido alvo de obras de restauro por parte da ENATUR. Em Julho de 2020 a Pousada Palácio de Estói reabriu após amplos trabalhos de restauro, que tiveram como principal finalidade realçar a aparência monumental do edifício. Neste sentido, foram recuperados os salões em estilo francês, e introduzidos elementos decorativos antigos, que estavam preservados no Museu de Faro. Nos salões também foram colocados expositores de vidro, com várias peças que foram descobertas no palácio, como um presépio clássico. Estas obras incluíram a relocalização da recepção para a antiga capela, enquanto que o antigo espaço passou a ser utilizado como área de exposições, com um núcleo museológico, em cooperação com o Museu de Faro.

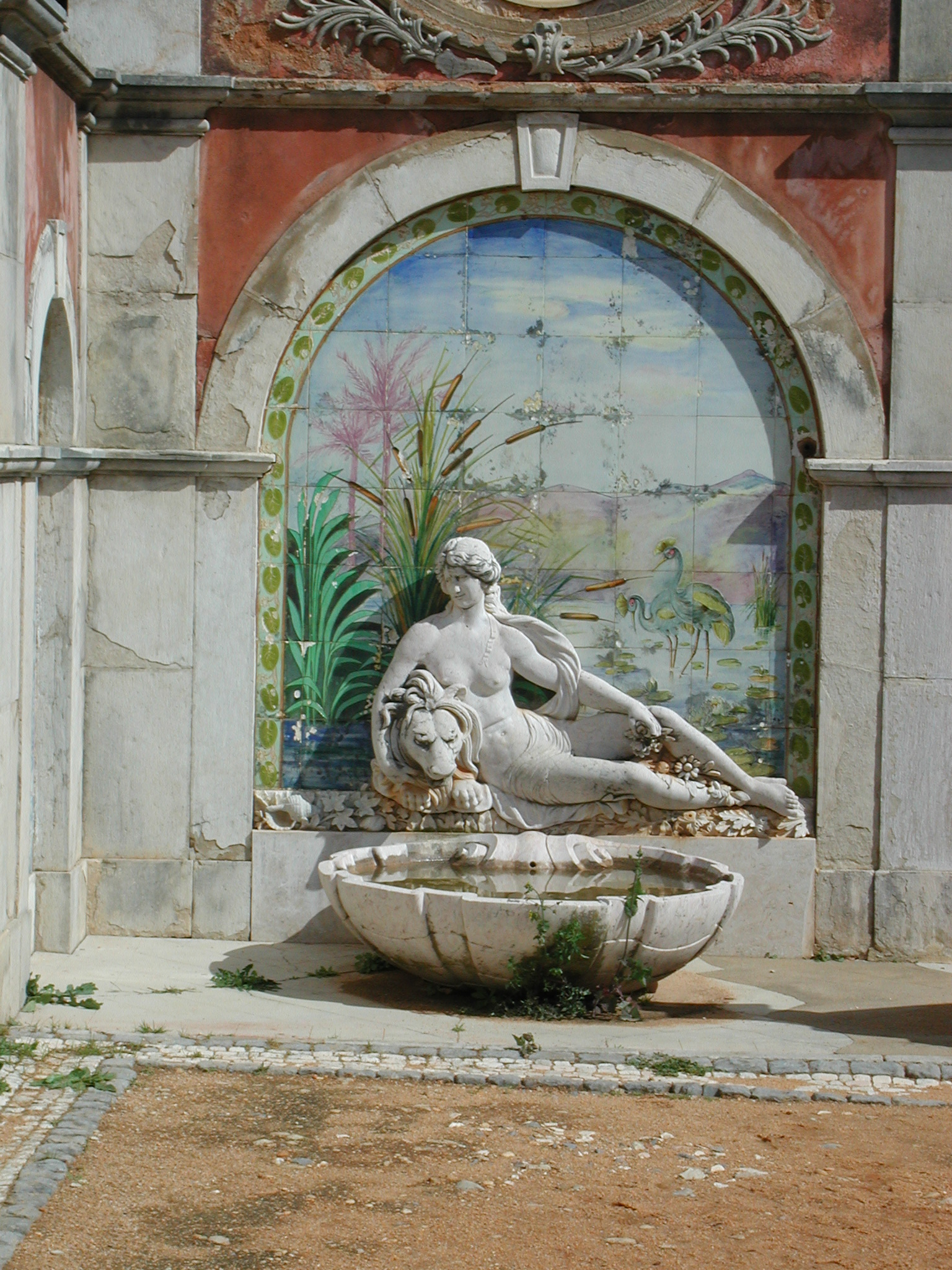
Pormenor de uma escultura e painel de azulejos, nos jardins do palácio

## Leitura recomendada
- ALMEIDA, José António Ferreira de, ed. (1982). Tesouros Artísticos de Portugal. Lisboa: Selecções do Reader's Digest
- AZEVEDO, Carlos de (1988). Solares Portugueses. Lisboa: Livros Horizonte. 368 páginas
- CEREGEIRO, João (1994). «O Jardim de Estói: Ou o romantismo na paisagem». Monumentos: Revista Semestral de Edifícios e Monumentos. Lisboa: Direcção-Geral dos Edifícios e Monumentos Nacionais
- FERNANDES, Maria (1994). «O Palácio de Estói: Projecto de recuperação e adaptação a residência oficial». Monumentos: Revista Semestral de Edifícios e Monumentos. Lisboa: Direcção-Geral dos Edifícios e Monumentos Nacionais
- GIL, Júlio (1992). Os mais belos Palácios de Portugal. Lisboa: Verbo. 253 páginas
- LAMEIRA, Francisco I. C. (1995). Faro: Edificações Notáveis. Faro: Câmara Municipal de Faro
- LAMEIRA, Francisco I. C. Faro: O Palácio de Estói. Faro: Câmara Municipal de Faro
- LOPES, Flávio, ed. (1993). Património Classificado - Arquitectónico e Arqueológico - Inventário. Volume I. Lisboa: Instituto Português do Património Arquitectónico
- MARQUES, Maria da Graça, ed. (1999). O Algarve da Antiguidade aos nossos dias: elementos para a sua história. Lisboa: Edições Colibri
- MECO, José (1985). «O Jardim de Estói». Azulejaria Portuguesa. Col: Património Português. Lisboa: Bertrand Editora
- OLIVEIRA, Francisco Xavier de Ataíde (1914). Monografia de Estoi (A vetusta Ossonoba). Porto: Companhia Portuguesa Editora
- ROSA, José António Pinheiro e (1984). Monumentos e Edifícios Notáveis do Concelho de Faro. Faro: Câmara Municipal de Faro